# 라이어 (희곡)
라이어는 영국 극작가 레이 쿠니의 대표 희곡이며, 1998년 국내 초연이후 현재까지 500만 관객을 돌파했으며, 전 세계 60여 개국에서 공연하는 등의 기록을 보유하였다. 라이어의 원제는 'Run for your wife'이다. 우리나라에서는 1993년 심야엔 바바라 새벽엔 메리라는 제목으로 극단 한양 레퍼토리를 통해 공연되었다. 그 후 파파 프로덕션이 원작자 레이쿠니와의 라이센스계약을 체결하고 라이어라는 제목으로 1998년 1월 2일 바탕골 소극장에서 초연되었다. 라이어는 쉼 없이 이어지는 거짓말 속에 또 다른 거짓말들이 엉켜지다 마지막에는 예상치 못한 반전과 기가 막힌 결론으로 작품이 마무리된다.

## 시작
라이어의 초연 배우는 안내상, 이문식, 정재영 등이었다. 라이어의 초연당시의 대학로 소극장연극은 정치나 사회분야의 비판하는 시사적 연극들이 주를 이루었고, 세계명작을 원작으로 한 연극등이 뒤를 이었었다. 이러한 시기에 코미디라는 장르의 라이어는 처음에는 외면을 받았다. 하지만 공연 시작 2주만에 라이어는 전석매진이 되었고 장기공연으로 자리잡았다.

## 라이어 시리즈
- 라이어 1탄
- 라이어 2탄
- 라이어 3탄

### 라이어 1탄
- 줄거리

```
“거짓말 하는 것 보다 들키는 것이 더 나쁘다!” 
```

마음 약한 한 남자의 엉뚱한 거짓말로 인한 하루 동안의 기막힌 해프닝!
윔블던에는 메리, 스트리트햄에는 바바라.
두 부인을 두고 정확한 스케줄에 맞춰 바쁘게 이중생활을 하는 택시 운전사 존 스미스!
그의 완벽한 스케줄은 가벼운 강도 사건에 휘말리며 무너지기 시작한다.
메리 집에는 트로우튼 형사가, 바바라 집에는 포터 형사가 찾아오고.
존은 이 두 형사의 의심에서 벗어나기 위해 친구 스탠리와 온갖 거짓말을 꾸며댄다.
메리가 수녀? 바바라는 여장남자?? 스탠리는 농부라고?!
꼬리에 꼬리를 무는 거짓말로 인해 상황은 더욱 더 꼬여만 가는데…

### 라이어 2탄
- 줄거리

```
“거짓말은 쭈~욱 계속되어야 한다. 라이어 그 후 20년” 
```

20년 전의 악몽이 다시 시작된다! 거짓말은 계속되어야 한다!!
택시 운전사 존 스미스!
20년이 지난 지금도 여전히 윔블던과 스트리트햄을 오가며 행복한 이중생활 중이다.
메리와의 사이에서 딸 비키를, 바바라와의 사이에서 아들 케빈을 둔 40대 가장 존에게
또 다시 찾아 온 정체절명의 위기!!
“비키가 케빈을 만난다고?!” 인터넷 채팅을 통해 알게 된 자신의 아이들로 인해,
20년동안 지켜온 비밀이 탄로 날 위기에 처하는데…
다시 시작되는 거짓말과 마지막 대반전!!

### 라이어 3탄
- 줄거리

```
“뒤바뀐 가방! 그 속에 든 마피아의 검은 돈 100억 4천만원?!?!” 
```

말단 농협창구 직원 영호는 하필이면 자신의 생일날 택시에서 야쿠자의 돈가방과 자신의 서류가방을 바꿔 들고 만다.
영호는 야쿠자의 검은 돈 100억 4천만원을 들고
아내 은영과 해외로 도망가려 하지만 이를 완강히 반대하는 아내 은영.
한편 영호의 수상한 행동을 의심하며 따라온 김억만 형사와 남편 영호의 사망소식(?)을 전하러 집에 찾아온 장성봉 형사.
이들을 따돌리기 위한 영호의 거짓말은 시간이 갈수록 점점 커져만 가는데…

## 등장인물

### 라이어 1탄
- 존스미스
- 스탠리 가드너
- 메리 스미스
- 바바라 스미스
- 포터 하우스
- 트로우튼
- 바비 프랭클린

### 라이어 2탄
- 존 스미스
- 스탠리 가드너
- 메리 스미스
- 바바라 스미스
- 스탠리 할아버지
- 비키 스미스
- 케빈 스미스

### 라이어 3탄
- 이영호
- 한은영
- 이방근
- 백다래
- 김억만
- 장성봉
- 카봉

## 역사
- 1998년 1월 2일 연극<라이어> 초연 / 바탕골소극장
- 1999년 5월1일~ 2000년3월04일 연극<라이어> 앵콜공연 / 샘터파랑새극장
- 2000년 7월 연극<라이어> 오픈런 공연 돌입
- 2001년 5월 연극<라이어>1,000회 돌파 기념공연
- 2001년 10월연극<라이어3탄-튀어> 초연
- 2003년 1월 연극<라이어> 1.500회 돌파 기념공연
- 2004년 3월 연극<라이어1탄> 샘터파랑새극장
- 2004년 4월 영화<라이어> 전국개봉
- 2004년 6월 연극<라이어2탄-그후 20년> 초연
- 2004년 7월 연극<라이어3탄-튀어!!> / 행복한극장
- 2004년 10월 연극<라이어1탄> 2,000회 돌파 기념공연
- 2005년 3월 연극<라이어1탄> 앵콜공연
- 2005년 7월 연극<라이어2탄> / 학전블루 소극장
- 2005년 11월 연극<라이어1탄> 지방 장기공연 흥행 성공 - 대구
- 2005년 11월 연극<라이어1탄> 강남공연 시작, 대학로 강남 동시공연
- 2005년 12월 연극<라이어3탄> 오픈런 공연 돌입
- 2008년 4월 연극<라이어1탄> 강남 오픈런 공연 돌입
- 2008년 5월 연극<라이어1탄> 10주년
- 2008년 7월 연극<라이어2탄> 오픈런 공연 돌입
- 2008년 12월 연극<라이어1탄> 주 9회 공연에서 주 15회 공연으로 공연횟수 증가
- 2010년 3월 연극<라이어1탄> 전용관 설립 - 해피씨어터
- 2010년 2월 연극<라이어1탄> 신도림 공연 시작
- 2011년 9월 연극<라이어1탄> 신촌공연 시작
- ~현재 연극<라이어1탄> 대학로에서 오픈런 장기 공연 중